# Мост Макдональда — Картье
Мост Макдональда-Картье, англ. Macdonald-Cartier Bridge — автодорожный стальной балочный мост через реку Оттаву, соединяющий города Оттава (провинция Онтарио) и Гатино (провинция Квебек), Канада. Длина моста составляет 618 м. По конструкции он представляет собой балочный неразрезной мост. На нём имеется 6 полос для автомобильного движения. На стороне Оттавы переходит в Кинг-Эдвард-авеню и Сассекс-драйв, а на стороне Гатино — в Квебекскую автомагистраль 5.
Мост был построен в 1963—1965 годах федеральным правительством и правительствами обеих провинций. Он находится в собственности Агентства публичных работ и правительственных услуг Канады. Мост назван в честь Джона Макдональда и Жоржа-Этьена Картье, совместных премьер-министров провинции Канада в середине 19 века, представлявших соответственно англо- и франкоязычную части Канады.
По обеим сторонам моста имеются обочины для пешеходов и велосипедистов. На стороне Гатино мост сразу же переходит в автомагистраль, где движение велосипедистов и пешеходов запрещено, поэтому дорожки для них сворачивают в соседний парк или на другие улицы.